# Halteria

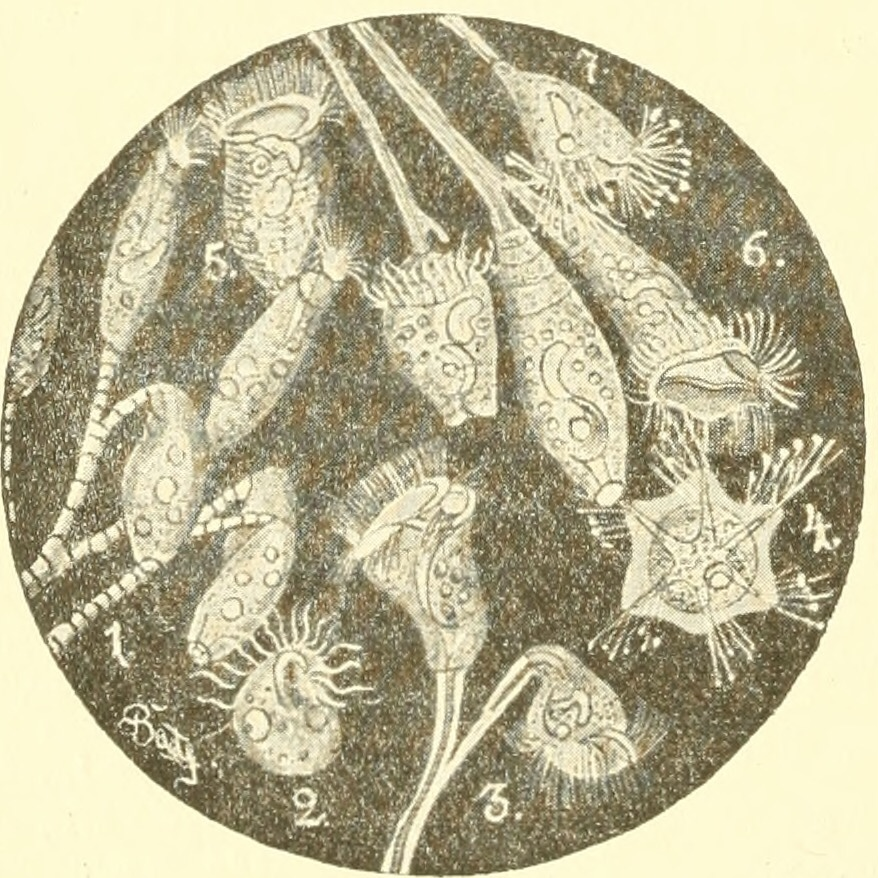
Halteria grandinella (Abb. 2) zusammen mit anderen Mikroorganismen des Süßwasser-Aquariums.
Illustration von 1898.

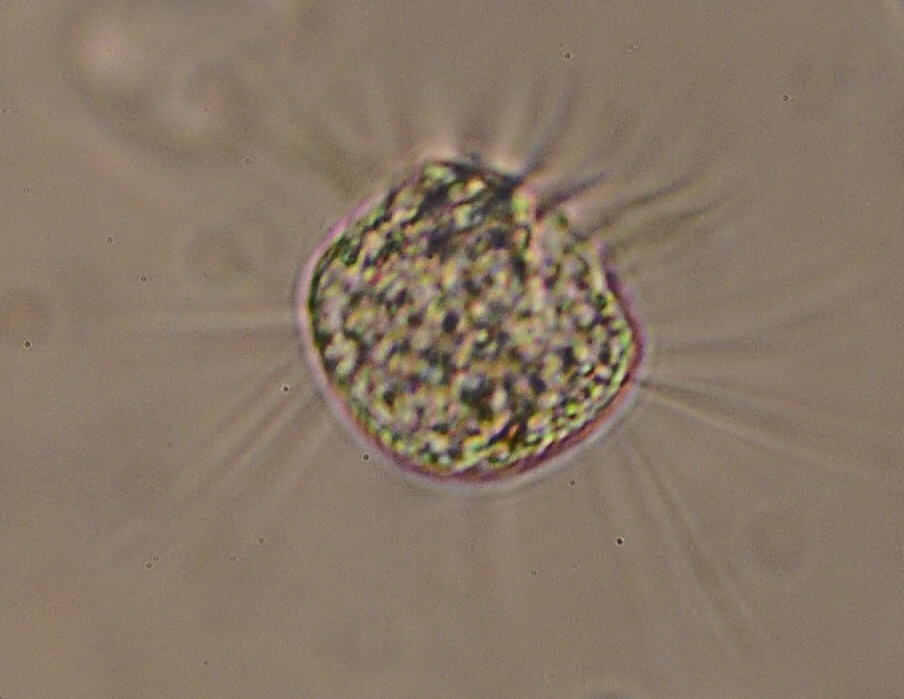
Halteria sp., Sonoma County, Kalifornien, USA

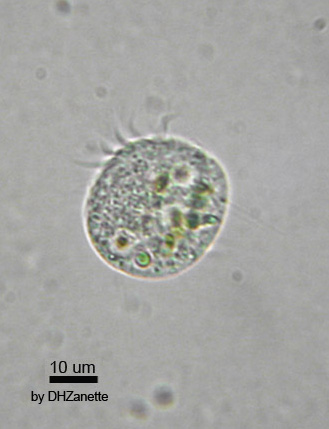
Halteria sp.

Halteria ist eine Gattung häufig vorkommender planktonischer Wimpertierchen aus dem Subphylum Intramacronucleata, die in vielen Süßwasserumgebungen vorkommen. Die Einzeller der Gattung Halteria sind wegen ihres auffälligen sprunghaften Verhaltens und ihrer Häufigkeit leicht zu lokalisieren, und Beobachtungen von Halteria gehen möglicherweise bis auf das 17. Jahrhundert und die Entdeckung von Mikroorganismen überhaupt zurück. Im Laufe der Zeit wurde mehr über ihre Morphologie und ihr Verhalten herausgefunden, was allerdings auch mit vielen Änderungen in Bezug auf ihre Klassifizierung verbunden war.
Die Arten von Halteria können in ihrem Lebenszyklus zwei Stadien durchlaufen: als trophische und vegetative (sich ernährende, wachsende und vermehrende) bewimperte Form, sowie als eine verkapselte Zyste. Beide Formen unterscheiden sich in ihrer Morphologie erheblich, oft wurden Halteria-Arten aber nur in der trophischen Form beschrieben.
In dieser sind Halteria-Arten an ihrer charakteristischen Sprungbewegung zu erkennen, die durch eine Reihe von steifen Wimperhärchen (Zilien) am Zelläquator (hier Zirren genannt) ermöglicht wird. Diese schlagen synchron und ermöglichen es dem Organismus, sich sehr schnell rückwärts zu bewegen.
Die Halteria-Arten fressen unter anderem Grünalgen, die dann in den Nahrungsvakuolen beobachtet werden können und nicht mit Endosymbionten verwechselt werden dürfen.
In vielen Süßwasser-Habitaten spielen Halteria-Arten eine sehr große Rolle als Bakterienfresser (Bakterivore).
Vertreter der Gattung wurden 2022 als erste gesicherte Virenfresser (Virovore) identifiziert. Sie konsumieren Riesenviren, was für ihr Wachstum und ihre Teilung förderlich ist.
Ihrerseits werden sie vor allem von kleineren Metazoa (vielzelligen Tieren) bejagt.

## Forschungsgeschichte
Die Gattung Halteria ist in vielen Süßwasser-Umgebungen weit verbreitet.
Die Allgegenwärtigkeit dieser Gattung ist wahrscheinlich der Grund dafür, dass Beobachtungen Hunderte von Jahren zurückreichen. Die ursprüngliche Beschreibung der Gattung ist nicht eindeutig geklärt, und es ist möglich, dass die Beobachtungen von Halteria auf Antoni van Leeuwenhoek zurückgehen, der sie 1675 als viertes Tierchen (englisch animalcula) in einem mit Regenwasser gefüllten Tontopf beobachtete.
Der von ihm damals beschriebene Organismus war klein, schnell und stand still, bevor er schnell die Richtung änderte und sich geradeaus bewegte, was mit dem charakteristischen Verhalten von Halteria übereinstimmt.
Der Bezeichnung Halteria wird M. Félix Dujardin zugeschrieben. Er stellte 1840 die zuvor von Otto Friedrich Müller als Trichodina grandinella beschriebene Art als Halteria grandinella in die neue Gattung Halteria, da sich herausgestellt hatte, dass diese Art nicht in die Unterfamilie Vorticellina der Gattung Trichodina passte.
Die Beschreibungen von Halteria waren zu dieser Zeit noch recht vage und konzentrierten sich auf die schnelle Sprungbewegung, die sich aus dem Schlagen der Zirren und dem Vorhandensein von Mundwimpern ergibt.
Im Jahr 1858 beschrieben Édouard Claparède und Johannes Lachmann Halteria grandinella ausführlicher. Sie stellten zum ersten Mal ausdrücklich fest, dass die Zirren nur in einem äquatorialen Gürtel um die Zelle zu finden sind. Claparède und Lachmann stellten fest, dass es in einem Teil des Wangenapparats eine Einbuchtung gibt und dass an dieser Stelle keine Mundwimpern vorhanden sind. Dies bedeutet, dass die Mundwimpern einen nur unvollständigen Kreis um die Wangenhöhle bilden und diese nicht, wie bis dato angenommen, vollständig umschließen.
Im Jahr 1874 stellte É. G. de Fromentel (alias Fromental) die von Ehrenberg bereits 1830 beschriebene Spezies Trichodina vorax ebenfalls als Halteria vorax in die neue Gattung.
In den letzten Jahren sind erneut Fragen zur Klassifizierung von Halteria aufgetaucht.
Halteria wurde herkömmlich meist als Wimpertierchen der Gruppe (Klasse) Oligotrichia eingestuft, da sie die für diese Gruppe charakteristischen, in einem unvollständigen Kreis angeordneten Mundwimpern besitzen.
Jüngste Sequenzierungs- und RNA-Analysen von Halteria-Mitgliedern deuten jedoch darauf hin, dass diese Gattung enger mit den Oxytrichidae als mit den Oligotrichia verwandt ist; die Ähnlichkeit des Mundapparats mit dem der Oligotrichia könnte dann das Ergebnis einer konvergenten Evolution sein.
Die Taxonomie des National Center for Biotechnology Information (NCBI) und das Taxonomicon klassifiziert Halteria in die Gruppe der Spirotrichea.

## Artenliste

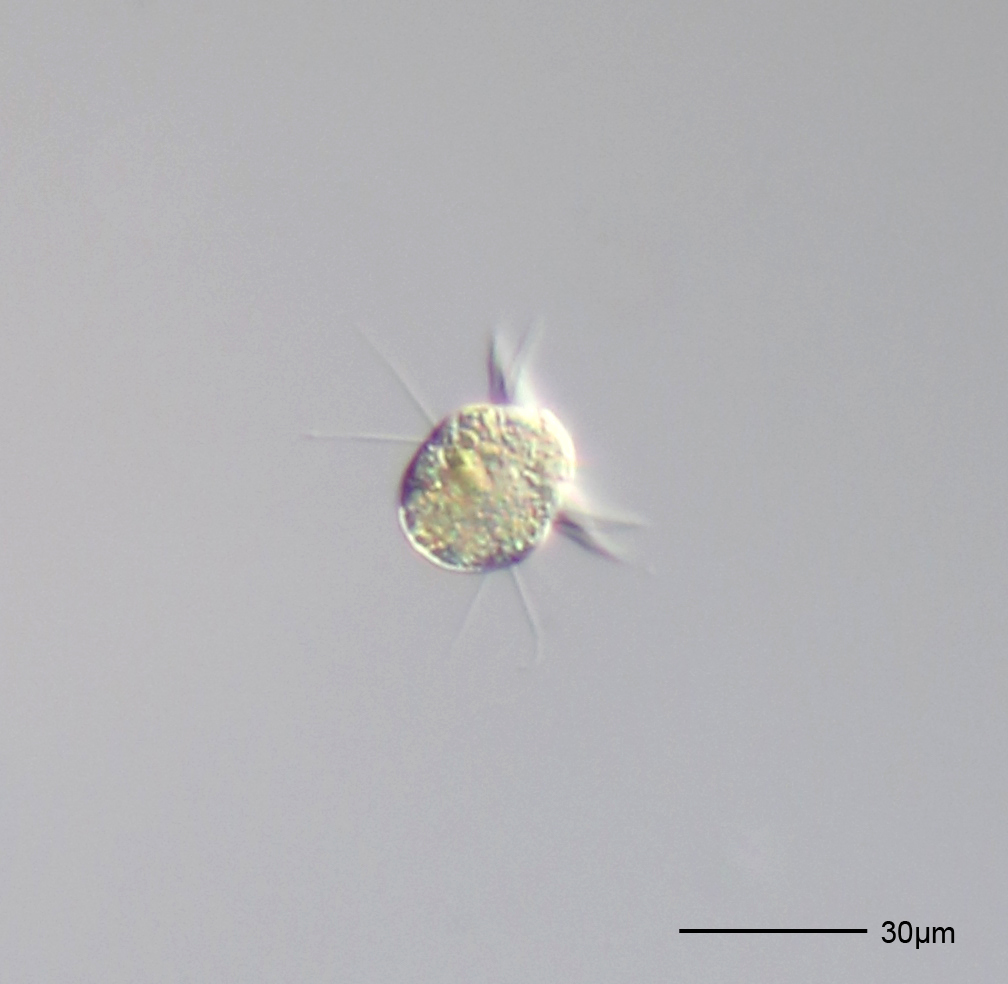
Halteria grandinella

Artenliste mit Stand 12. Dezember 2024:
- Halteria activa Smith, 1900(G,?W)
- Halteria bifurcata Tamar, 1968(G,J)
- Halteria chorelligera Kahl, 1932(G,J,W) oder Kahl, 1935(J)
- Halteria decemsulcata Szabó, 1934(G,J)
- Halteria geleiana Szabó, 1935(G,J)
- Halteria grandinella (O. F. Müller, 1773) F. Dujardin, 1840(G,N,T,W) [Trichoda grandinella (O. F. Müller, 1773) Ehrenberg, 1830(J)] (Typusart(T)[14])
- Halteria maxima Szabó, 1934(G,J)
- Halteria minima É. G. de Fromentel, 1874(G,J)
- Halteria minuta Tamar (G) bzw. (Gelei, 1954) nom. nov.(J) [Halteria minima Gelei, 1954(J) nom. illeg.]
- Halteria oblonga (Kellicott, 1885) Kahl, 1932(J) bzw. Kellicott, 1885(G) [Strombidium oblongum Kellicott, 1885(J)]
- Halteria ovata É. G. de Fromentel, 1874(J) bzw. 1876(G)
- Halteria verrucosa É. G. de Fromentel, 1874(J) bzw. 1876(G)
- Halteria viridis É. G. de Fromentel, 1874/1876(J) [Pelagohalteria viridis(J)]
- Halteria vorax (Ehrenberg, 1830) É. G. de Fromentel, 1874(G,J) [Trichodina vorax Ehrenberg, 1830(J)]
- Halteria sp. aLdG1(N)
- Halteria sp. bBoG1(N)
- Halteria sp. bLaN2(N)
- Halteria sp. bTS2(N)
- Halteria sp. DB-2021(N)
- Halteria sp. LKH545(N)
- Halteria sp. LKH555(N)
- Halteria sp. LKH576(N)

Verschiebungen:
- Halteria cirrifera Kahl, 1932 => Pelagohalteria cirrifera (Kahl, 1932) Foissner, Skogstad & Pratt, 1988(J,W)

Anmerkungen:
(G)A— GBIF (auszugsweise)
(J)W— NIES
(N)Q— Taxonomie des NCBI
(T)Q– The Taxonomicon. Universal Taxonomic Services (taxonomicon.taxonomy.nl)
(W)J— WoRMS
? – unsicher

## Beschreibung
Die Mitglieder der Gattung Halteria sind heterotroph und sind in den von ihnen bewohnten Lebensräumen wichtige Bakterienfresser (Bakterivore).

### Trophisches Stadium
Im trophischen Stadium sind Halteria-Zellen annähernd kugelförmig mit einem Durchmesser zwischen 15 und 35 μm. Die Zellen besitzen sowohl orale Zilien, als auch starre Cirren am Zelläquator.
Dieser teilt die Zellen in eine vordere Hälfte (Proter) mit der Mundöffnung und eine hintere Hälfte (Opisthe).
Die oralen Zilien umgeben am vorderen Ende der Zellen die Mundhöhle mit den Zellmund (Peristom) unvollständig in der Form eines Kragens.
Dieser orale Apparat besteht aus fünfzehn Membranellen, die das Peristom umschließen, und sieben Membranellen innerhalb der Mundhöhle.
Die starren Zirren von Halteria, manchmal auch als Sprungborsten bezeichnet, sind jeweils 15 bis 25 μm lang. Sie sind äquatorial um die Zellen in 7–10 Längsreihen angeordnet.
Jede Reihe ist wiederum in vier Gruppen von Zirren unterteilt. Wenn Halteria-Zellen diese Zirren im Takt schlagen, erzeugen sie eine charakteristische Sprungbewegung. Diese ist für Halteria so kennzeichnend, dass die Beobachtung dieser Bewegung als ausreichend für die visuelle Identifizierung der Gattung angesehen wird.
Die Zellwand (Cortex, „Rinde“) von Halteria besteht aus vier Membranen:
Zwei dieser Membranen – die innere und die äußere Alveolarmembran – bedecken die für Mitglieder der Alveolata charakteristischen flachen Vakuolen (Alveolen genannt), die vollständig unter den beiden anderen Membranen liegen.
Die Zellmembran sitzt direkt über der äußeren Alveolarmembran und bedeckt die gesamte Zelle, einschließlich der Zilien.
Die zerbrechliche äußerste Membran wird als Perilemma bezeichnet, sie bedeckt nur kleine Teile der Zelle – die Zerbrechlichkeit des Perilemmas bedeutet, dass es schwer zu erhalten ist und könnte der Grund für seine unvollständige Verteilung sein. Direkt unter den Membranen des Cortex wird die Körperform von Halteria durch Mikrotubuli in der Form eines Korbes stabilisiert.
Im Innern der Halteria-Zellen befindet sich eine kontraktile Vakuole – etwa in der Mitte zwischen dem vorderen und dem hinteren Ende.
Die Mitochondrien von Halteria sind in der Regel kugelförmig mit röhrenförmigen Cristae.
In den Mitochondrien von H. geleiana wurden innerhalb der Matrix Mikroorganismen beobachtet.
Diese Mikroorganismen waren stäbchenförmig und wurden in unterschiedlicher Länge und Anzahl beobachtet.
Derzeit (Stand 2009) ist keine Funktion oder Herkunft dieser Mikroorganismen bekannt, und es ist auch nicht bekannt, ob sie parasitisch oder symbiotisch sind.
Halteria-Vertreter haben einen Mikronucleus und einen Makronucleus mit großen, bandförmigen Nukleoli.
Der Makronucleus hat eine längliche Form, während der Mikronucleus eher kugelförmig ist.

### Zystenbildung
Beim Übergang vom Trophie- zum Zystenstadium einer Halteria-Zelle verlängern sich die bislang annähernd kugelförmigen Körper zunächst vor allem am vorderen Ende, bis sich die Länge der Zelle nahezu verdoppelt hat.
Durch die ungleichmäßige Streckung wird die Mundhöhle abgeflacht, die Membranellen des Mundapparats rücken näher an die Mitte, die Zirrenreihen von der Mitte näher an das hintere Ende.
Während sich die Zelle streckt, bildet das Zytoplasma 5 μm lange konische (kegelförmige) Strukturen aus.
Nach dieser Phase der Streckung werden die Zellen wieder rundlicher und es wird eine schleimige Hülle ausgestoßen.
Im nächsten Stadium der Zystenbildung heften sich die im Zytoplasma gebildeten konischen Strukturen an die äußere Wandschicht (Ektozyste) der sich entwickelnden Zyste;
die an die Ektozyste angehefteten konischen Strukturen Lepidosomen genannt.
Die fertigen Zysten nutzen die schleimige Hülle, um sich an jedem verfügbaren Substrat fest zu verankern.

## Habitat und Ökologie
Die Arten der Gattung Halteria besiedeln Süßwasser-Umgebungen und leben dort in der Regel planktonisch. Die Typusart H. grandinella gilt als kosmopolitisch, was bedeutet, dass sie in Lebensräumen auf der ganzen Welt vorkommt.
Andere Arten sind weniger häufig und daher weniger gut beschrieben; die vielen Beschreibungen der Typusart können einen Einblick in die Gattung als Ganzes gegeben.
Die Halteria-Einzeller sind heterotroph, sie haben im Gegensatz zu vielen eng verwandten Gattungen wie Pelagohalteria keine photosynthetischen Endosymbionten.
Die Halteria-Arten fressen häufig auch Grünalgen, die dann in den Nahrungsvakuolen zu beobachtet sind, wo sie in der Vergangenheit öfters fälschlicherweise für Endosymbionten gehalten wurden.
Halteria-Arten spielen in vielen Süßwasserhabitaten eine sehr große Rolle als Bakterienfresser (Bakterivore).
In einer Studie, in der bakterivore Protisten in Fischteichen mittels fluoreszenzmarkierter Bakterien aufgespürt wurden, entfielen 56 % der gesamten durch Protisten konsumierten Bakterien auf Wimpertierchen, und unter diesen war Halteria zusammen mit den beiden Wimpertierchen-Gattungen Pelagohalteria und Rimostrombidium für etwa 71 % der gesamten durch Wimpertierchen gefressenen Bakterien verantwortlich.
In einer im Dezember 2022 von DeLong et al. veröffentlichten Studie wurden Vertreter der Gattung als erste sichere Virenfresser (Virovore) identifiziert. Wie auch andere Wimpertierchen, z. B. Paramecium bursaria, fressen sie Riesenviren der Gattung Chlorovirus. Halteria können sogar gedeihen, indem sie sich ausschließlich von diesen ernähren.
Die Gattung Halteria gehört umgekehrt zur Beute vieler Räuber unter den kleineren Metazoen (vielzelligen Tieren) des Zooplanktons. Es gibt die Hypothese, dass das charakteristische Sprungverhalten bei Halteria als Fluchtstrategie entwickelt wurde, um solchen Fressfeinden zu entgehen.
Die Arten von Halteria verbringen die meiste Zeit entweder stationär oder bewegen sich gleichmäßig durchs Wasser, angetrieben durch die Zilien an ihrem vorderen Ende (Proter).
Die mit Halteria am prominentesten assoziierte anhaltende Sprungbewegung ist das Ergebnis eines externen Reizes (Stimulus), wie z. B. Strömungen. Dies ist dadurch bekannt, weil das Springen bei Halteria durch solche Reize in einer Laborumgebung induziert werden kann.
Das Sprungverhalten bei Halteria benötigt 41 % des gesamten Stoffwechsels des Organismus, sodass eine zu häufige Wiederholung eine ineffiziente Nutzung der Energie mit der Folge der Ermüdung darstellen würde.

## Reproduktion

Die Querteilung verläuft bei Halteria im Prinzip gleich wie hier modellhaft am Beispiel von Frontonia gezeigt.

### Asexuelle Reproduktion
Die Halteria-Arten können sich ungeschlechtlich durch Querteilung (transversale Zweiteilung alias Schizotomie) vermehren, wobei die eine Tochterzelle aus der vorderen Hälfte (Proter), die andere aus der hinteren (Opisthe) hervorgeht. Dabei wird der Großteil der Tochterzell-Zilien neu gebildet, die einzige Ausnahme ist die orale Ziliatur der Mutterzelle, die von der vorderen Tochterzelle geerbt wird. Die elterlichen Zirren werden von der Zelle während der Teilung zunächst resorbiert; die Zirren beider Tochterzellen werden de novo aus zirralen Anlagen (Primordien) gebildet, ebenso wird die orale Ziliatur der hinteren (opisthen) Tochterzelle de novo durch die Bildung einer oralen Anlage am hinteren Ende der Mutterzelle erzeugt.
Sowohl der Makro- als auch der Mikronucleus teilen sich während des Prozesses, wodurch zwei Tochterzellen entstehen, die genetisch mit der Mutterzelle identisch sind.

### Konjugation

Schemazeichnung: Konjugation bei Halteria (X = degeneriert, nicht weitergegeben).
Frei nach Agatha & Foissner (2009/2010).

Halteria-Zellen können sich auch sexuell fortpflanzen. Dieser Prozess wurde genauer bei H. grandinella untersucht.
Während der sexuellen Fortpflanzung verschmelzen die ventralen („bauchseitigen“) Seiten zweier Halteria-Zellen. Durch Reifungsteilungen (Meiosen) kommt es dann zu verschiedenen morphologischen Veränderungen, u. a. zu einer Verringerung der Anzahl der Zirren in beiden Zellen und zum Verlust der bukkalen (an der Mundöffnung gelegenen) Membranellen in einer der beiden Zellen, während in der anderen der gesamte Mundapparat verschwindet. Die verbleibenden Membranellen werden zwischen den Zellen am vorderen Ende geteilt.
Während der Konjugation fragmentieren die ursprünglichen Makronuclei, und die Mikronuclei reifen und teilen sich dreimal, wobei sich jeweils nur ein Abkömmling (englisch derivative) der ersten beiden Teilungen weiter teilt und bei der dritten Teilung so zwei „Pronuclei“ entstehen.
Durch Verschmelzung je eines Pronucleus der beiden Partnerzellen entsteht ein sog. „Synkaryon“
Das Synkaryon teilt sich nun zweimal, wobei jeweils ein Abkömmling der zweiten Teilung degeneriert und die verbleibenden Abkömmlinge zum neuen Mikronucleus und Makronucleus werden.
Danach trennen sich die Konjugate und es entstehen zwei Zellen, die sich genetisch von den Mutterzellen und voneinander unterscheiden.

## Bedeutung
Die Einzeller der Gattung Halteria kommen in großer Zahl in verschiedenen Süßwasserlebensräumen vor und interagieren mit anderen Organismen sowohl als Räuber als auch als Beute.
Ein Großteil der Forschung im Zusammenhang mit Halteria konzentriert sich auf ihre ökologische Rolle und ihre einzigartige Fortbewegungsstrategie.
Beides macht Halteria zu einer für die Protistologie (Erforschung vom Mikroeukaryoten) interessanten Gattung.
Halteria dient als Modellorganismus für die Erforschung ihrer Sprungbewegungen durch Zilienschlag.